# フランコ酒井
フランコ酒井（フランコさかい、1961年1月18日 - ）は、東京都出身の音楽プロデューサー、執筆家、オペラ研究家。
本名は酒井章。

## 経歴
父は共同通信社社長を務めた酒井新二。1968年〜1970年、パリ在住。
1984年、早稲田大学政治経済学部経済学科卒業。専攻は国際経済学。三菱商事に勤務。ODA、業務部門、物流部門に所属。
日本の若手オペラ歌手のコンサートをプロデュースする。日本ヴェルディ協会 共同設立発起人。声楽研究団体、杉並リリカ代表。（出典：『失われた声を求めて』DU BOOKS 2014年 著者紹介）
映画、ミステリー、格闘技、歌謡曲に詳しく、京マチ子、若尾文子、岡田茉莉子、デボラ・カー、ユマ・サーマン、モニカ・ベルッチ、鮎川哲也、ロベルト・デュラン、筒美京平のファン。

## 著書
- 『失われた声を求めて』DU BOOKS 2014年 ISBN 4907583206
- 共著『スタンダード・オペラ鑑賞ブック・イタリア・オペラ』上下 音楽之友社 1998年/2009年 ISBN 427637541X/ISBN 4276375428